# Abdellah Boulkhair El Gourd
Pour les articles homonymes, voir Gourd.
Abdellah Boulkhair El Gourd est un musicien et guérisseur marocain né en 1947 dans la kasbah de Tanger. En parallèle à des études d'ingénieur électricien, il est initié à la philosophie de la confrérie religieuse gnaoua.

## Biographie
En 1967, il se lie d'amitié avec le jazzman Randy Weston en séjour au Maroc qui, grâce à son ami, découvre la musique gnawi dans laquelle il puise d'excellentes sources d'inspiration.
En 1972, Abdellah Boulkhair El Gourd et Randy Weston participent en duo au premier festival de jazz de Tanger.

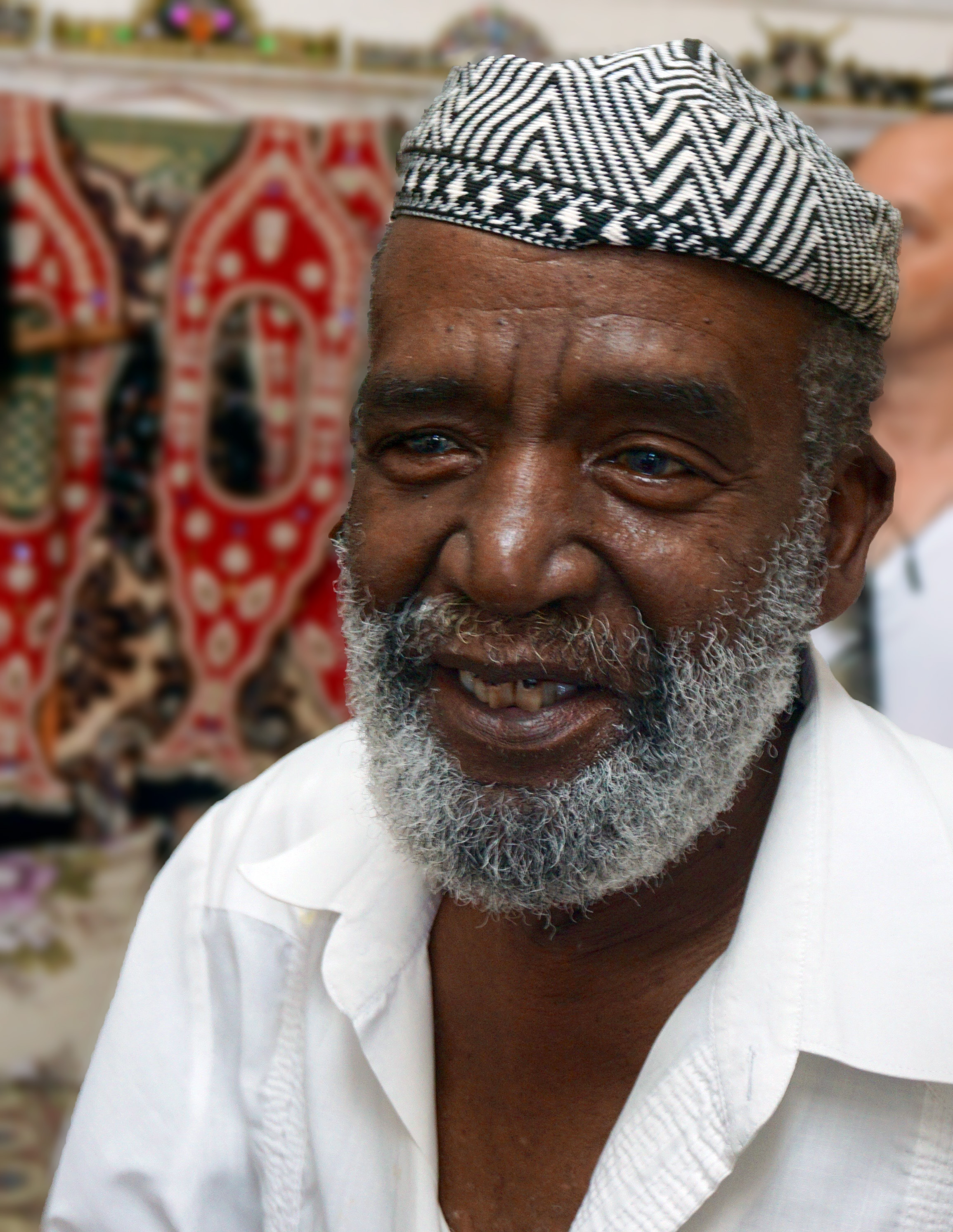
Abdellah Boulkhair El Gourd.

En 1980, El Gourd, souhaitant préserver la culture gnawa accompli son rêve d'ouvrir "Dar gnawa" un centre culturel musical et un musée, mais aussi un centre d'apprentissage pour jeunes musiciens promouvant ainsi la perrenisation du genre musical.
En 1992, les deux amis réalisent un vieux rêve en réunissant sur un même album la majorité des anciens mâalems en activité au Maroc. L’album, " The Splendid Master Gnawa Musicians of Morocco " reçoit une nomination au titre de meilleur album de World music en 1996.
Randy Weston emmène son ami travailler en Amérique et en Europe où El Gourd rencontre d’autres jazz-men tels que Archie Shepp ou Akosh S.
Abdellah Boulkhair El Gourd est l’un des principaux ambassadeurs de la culture gnawi. De plus, sa maison, « Dar gnawa », est l’un des rares endroits au monde où l’amateur peut trouver des renseignements voire des enseignements sur cette musique et sa riche philosophie.